# 牧野貞一
牧野 貞一（まきの さだかつ）は、常陸笠間藩の第5代藩主。成貞系牧野家8代。

## 生涯
文化12年（1815年）5月21日、第4代藩主・牧野貞幹の次男として生まれる。文政2年（1819年）11月25日に貞一と名乗った。文政11年（1828年）に父が死去したため家督を継ぎ、12月25日に江戸城桜田門番を勤めている。文政12年（1829年）12月16日に従五位下・越中守に叙位・任官された。
積極的な藩政改革に乗り出し、農民の食糧確保や米の買い入れ、藩内の穀物調査や囲米の強化、上層農民からの借上、農業奨励による再生産の維持など、主に自給自足体制を整えるための政策を行なっている。この政策のおかげで、天保の大飢饉では被害を最小限で乗り切ることに成功した。天保6年（1835年）には藩士の練士場を創設して訓練を行なうなど、藩政の立て直しに辣腕を振るっていたが、天保11年（1840年）11月27日に死去した。享年26。
子の貞久は幼少のため、弟の貞勝が養子となって跡を継いだ。

## 系譜
父母
- 牧野貞幹（父）
- 昭 - 池田治道の娘（母）

正室
- 美 - 有馬頼徳の娘

側室
- 野村栄子

子女
- 牧野貞久（長男） 生母は栄子
- 牧野藤之丞

養子
- 牧野貞勝 - 貞幹の子